# 윤종찬
윤종찬(1963년 ~ )은 대한민국의 영화 감독이다. 2001년 장편영화 《소름》을 통해서 감독으로 데뷔했다.

## 학력
- 미국 시라큐스대학교 대학원 영화과
- 서울 한양대학교 연극영화학과 학사(1987~ 1991년)

## 작품

### 감독
- 2001년 영화 《소름》 - 각본, 연출
- 2005년 영화 《청연》 - 각본, 연출
- 2009년 영화 《나는 행복합니다》 - 각본, 연출
- 2013년 영화 《파파로티》 - 각본, 연출

### 기타
- 1995년 영화 《비상구가 없다》 - 조감독
- 1996년 단편영화 《플레이백》 - 각본, 연출, 제작, 촬영, 음악
- 1997년 단편영화 《메멘토》 - 각본, 연출, 제작, 촬영
- 1998년 단편영화 《풍경》 - 각본, 연출, 제작, 촬영

## 경력
- 1997년 시라큐스 영화제 공식 초청
- 1998년 동경 국제 단편영화제 초청
- 1999년 홍콩 국제영화제 초청
- 1999년 부산 국제영화제 와이드 앵글 부문 초청
- 2001년 제5회 부천국제 판타스틱영화제 폐막작 초청
- 2000년 호서대학교 연극영화과 영화학부 교수
- 2009년 제13회 부천국제판타스틱영화제 장편 부문 심사위원 위촉

## 수상
- 1999년 부산 단편영화제 우수 작품상
- 2002년 제38회 백상예술대상 영화부문 신인감독상